# Mapa klasyfikacji
Mapa klasyfikacji, dawniej również jako mapa klasyfikacyjna gruntów, mapa bonitacyjna gleb – wielkoskalowe opracowanie kartograficzne tworzone w ramach gleboznawczej klasyfikacji gruntów. 
Mapa klasyfikacji jest elementem składowym projektu ustalenia klasyfikacji i stanowi integralną część decyzji o ustaleniu klasyfikacji. 

## Treść mapy klasyfikacji
Mapa tworzona jest na kopii mapy ewidencyjnej, zawiera w szczególności:
- granice obszaru objętego klasyfikacją
- ustalone granice zasięgów konturów typów gleba
- ustalone granice zasięgów konturów klas bonitacyjnych
- położenie odkrywek glebowych
- dane opisowo-informacyjne:
  - oznaczenie jednostki ewidencyjnej i obrębu
  - oznaczenie skal
  - oznaczenia typów, rodzajów i gatunków gleb, rodzajów użytków gruntowych oraz klas bonitacyjnych,
  - numery konturów klas bonitacyjnych oraz odkrywek glebowych.